# Бразил, Витал
Витал Бразил Минейро да Кампанья (порт. Vital Brazil; 28 апреля 1865, Кампанья, Минас-Жерайс — 8 мая 1950, Рио-де-Жанейро) — бразильский учёный-медик, врач-терапевт, иммунолог, токсиколог. Пионер в исследовании токсинов. Национальный герой Бразилии.
Один из самых видных учёных Бразилии, который внёс значительный вклад в развитие токсикологии и иммунологии, разработав эффективное поливалентное противоядие от укусов ядовитых змей, в первую очередь от Crotalus, Bothrops и Elapidae.

## Биография
Окончил медицинский факультет в университете Рио-де-Жанейро. В 1891 году, вскоре после окончания университета, был нанят Службой общественного здравоохранения штата Сан-Паулу, провёл несколько экспедиций во внутренние тропические районы штата, где боролся с эпидемиями жёлтой лихорадки и бубонной чумы. В 1893 году сам заболел жёлтой лихорадкой. В 1895 году в Ботукату, в районе кофейных плантаций, вылечил нескольких человек от укусов змей.
В 1897 году Витал Бразил поступил в Бактериологический институт штата Сан-Паулу под руководством Адольфо Лутца. Работал с Освалду Крусом и Эмилио Рибасом в исследованиях по борьбе с бубонной чумой, сыпным тифом, оспой и жёлтой лихорадкой.
В начале XX века проводил исследования ядовитых животных, в поисках вакцин против многих инфекционных болезней, в том числе и таких как поли- и моновалентных противоядий против укусов ядовитых змей, ящериц, пчёл, скорпионов и пауков.
В 1901 году основал Института Бутантан, биомедицинский исследовательский центр в городе Сан-Паулу, Бразилия.
Организовал производство жизненно необходимых Бразилии препаратов на базе Института Бутантан, ставшего образцом для научно-производственных учреждений подобного типа.
Деятельность В. Бразила кардинально повлияла на проблему офидизма (отравление змеиным ядом) в Бразилии, обусловленную природной спецификой региона, но имеющую существенное социальное значение.